# Pepperland
La maison d'édition Pepperland était un éditeur belge de bandes dessinées, fondée en 1979 et disparue en 1989.

## Historique
La maison d'édition est fondée en 1979 par la libraire bruxelloise Tania Vandesande. En butte à des difficultés financières, la maison d'édition disparait en 1989. 

## Publications
- Mouh Mouh de Jacques Tardi, 1984
- Nous deux, c'est pas comme les autres de Piotr, 1983
- Au loup ! de F'murr, 1982
- Skblllz de Géri, 1981
- Mézi avant Mézières de Jean-Claude Mézières, 1981
- Le Baron et Juju de Noël Bissot, 1981
- Le Flagada de Charles Degotte, 1981
- Pepperland 1970-1980, collectif de 80 auteurs, 1980[3]
- Canardo de Benoît Sokal, 1979